# سنغ بري فارس (مقاطعة فيروزآباد)
سنغ بري فارس (بالإنجليزية: Sang Bari-ye Fars)‏ هي human-geographic territorial entity تقع في فارس في إيران.